# Grigorij Smirnow
Grigorij Ławrientjewicz Smirnow (ros. Григорий Лаврентьевич Смирнов, 1910–1981) – radziecki działacz państwowy.

## Życiorys
Należał do WKP(b), od 20 stycznia do 14 czerwca 1960 był zastępcą przewodniczącego Rady Ministrów RFSRR, a od 14 czerwca 1960 do 27 stycznia 1961 ministrem gospodarki rolnej RFSRR. Od marca 1961 do maja 1965 był przewodniczącym Komitetu Wykonawczego Penzeńskiej Rady Obwodowej/Penzeńskiej Wiejskiej Rady Obwodowej/Penzeńskiej Rady Obwodowej, od 1967 do grudnia 1977 I zastępcą przewodniczącego Państwowej Komisji Planowania RFSRR, a od grudnia 1977 do końca życia kierownikiem Wydziału Kompleksu Agroprzemysłowego Rady Ministrów RFSRR.